# Wajegaon
Wajegaon è una suddivisione dell'India, classificata come census town, di 7.668 abitanti, situata nel distretto di Nanded, nello stato federato del Maharashtra. In base al numero di abitanti la città rientra nella classe V (da 5.000 a 9.999 persone).

## Geografia fisica
La città è situata a 19° 08' 44 N e 77° 20' 57 E.

## Società

### Evoluzione demografica
Al censimento del 2001 la popolazione di Wajegaon assommava a 7.668 persone, delle quali 3.929 maschi e 3.739 femmine. I bambini di età inferiore o uguale ai sei anni assommavano a 1.571, dei quali 778 maschi e 793 femmine. Infine, coloro che erano in grado di saper almeno leggere e scrivere erano 3.917, dei quali 2.395 maschi e 1.522 femmine.